# Agnieszka Wójtowicz (koszykarka)
Agnieszka Monika Wójtowicz, po mężu Cieślak (ur. 9 listopada 1973) – polska koszykarka, występująca na pozycji środkowej, brązowa medalistka młodzieżowych mistrzostw Europy i świata.

## Osiągnięcia
Na podstawie, o ile nie zaznaczono inaczej.

### Drużynowe
- Mistrzyni Polski (1999)
- Brązowa medalistka mistrzostw Polski (2001)
- Awans do:
  - PLKK z Kamą Brzeg (2000)
  - francuskiej ekstraklasy Ligue Feminine de Basket (LFB) z Nantes (2008)
  - I ligi francuskiej (II klasy rozgrywkowej) z:
    - Evreux (2002)
    - Nantes (2005)
- Uczestniczka międzynarodowych rozgrywek Euroligi (1998/1999 – 7. miejsce w grupie B – TOP 16)

### Reprezentacja
- Brązowa medalistka mistrzostw:
  - świata U–19 (1993)[2]
  - Europy U–18 (1992)[3]